# Festival international des textiles extraordinaires
Pour les articles homonymes, voir Fite.
Le Festival international des textiles extra ordinaires (FITE) est une manifestation culturelle qui a lieu les années paires en France à Clermont-Ferrand et les années impaires à l'étranger depuis septembre 2012 et qui a pour objet les textiles.
Fondé par l'association HS Projets dirigé par Simon Njami cet évènement est co-produit et co-organisé avec la ville de Clermont-Ferrand et le musée Bargoin, Clermont Auvergne Métropole.
Cette biennale consiste en des expositions dont une centrale au musée Bargoin, des rencontres, des débats de société, et des actions urbaines ainsi que des actions auprès de publics éloignés de la culture.

## Présentation
Elle propose autour d'un thème qui change tous les deux ans d'explorer les cinq continents par le biais des textiles qu'ils soient patrimoniaux, contemporainsou exploratoires,. Des artistes, artisans, créateurs de mode sont conviés lors d'expositions, de rencontres, de débats et d'échanges.
L'évènement a lieu toutes les années paires à Clermont-Ferrand et les années impaires dans d'autres pays autour d'un thème : Métamorphoses en 2012-2013 au Vietnam, Renaissance en 2014-2015 Philippines, Rebelles en 2016 - 2017 au Mexique, Déviation en 2018-2019 en Roumanie, Love etc. en 2020- 2021 au Sénégal, Imagine ! en 2022 - 2023 en Lituanie.
En France, elle se déploie dans divers lieux de Clermont-Ferrand et plus largement de la région Auvergne-Rhône-Alpes : musée Bargoin, Musée d'Art Roger-Quilliot, Notre Dame du Port, Chapelle des Cordeliers, Place de la Victoire, Chapelle de l'Ancien Hôpital Général, musée des Dentelles de Retournac. Elle permet aux écoles de la Région Auvergne Rhône Alpes de présenter leurs travaux : École Nationale Supérieure des Arts et Techniques du Théâtre, Ecole Supérieurs des Arts et Design de Saint Etienne, Ecole Supérieure des Arts Appliqués Lamartinière Diderot, Ecole Nationale Supérieure des Beaux-Arts de Lyon, Ecole Supérieure d'Art de Clermont Auvergne Métropole.
Elle crée des liens avec des partenaires locaux tels que le Festival du Court métrage de Clermont Ferrand, la Comédie de Clermont Ferrand ou l'association Clermont-Ferrand Massif central 2028

## Éditions
L'évènement édite tous les deux ans une publication.